# Doug Sulliman
Simon Douglas "Doug" Sulliman, född 29 augusti 1959, är en kanadensisk före detta professionell ishockeyforward som tillbringade elva säsonger i den nordamerikanska ishockeyligan National Hockey League (NHL), där han spelade för ishockeyorganisationerna New York Rangers, Hartford Whalers, New Jersey Devils och Philadelphia Flyers. Han producerade 328 poäng (160 mål och 168 assists) samt drog på sig 175 utvisningsminuter på 631 grundspelsmatcher. Han spelade också på lägre nivåer för New Haven Nighthawks i American Hockey League (AHL) och Kitchener Rangers i Ontario Major Junior Hockey League (OMJHL).
Sulliman draftades i första rundan i 1979 års draft av New York Rangers som 13:e spelaren totalt.
Efter spelarkarriären har han varit assisterande tränare för New Jersey Devils (1990–1993) och Phoenix Coyotes (2008–2011), däremellan arbetade han på Wall Street, inom försäkringsbranschen och var sportkommentator.
Sulliman är svåger till den före detta ishockeyspelaren Don Maloney som spelade också i NHL under sin aktiva spelarkarriär.

## Statistik
| 1975–1976    | Glace Bay Metros     |              | 35  | 44  | 53  | 97  | 42  | —  | —  | —  | —  | —  |
| 1976–1977    | Kitchener Rangers    | OMJHL        | 65  | 30  | 41  | 71  | 123 | 3  | 0  | 2  | 2  | 2  |
| 1977–1978    | Kitchener Rangers    | OMJHL        | 68  | 50  | 39  | 89  | 87  | 9  | 5  | 7  | 12 | 24 |
| 1978–1979    | Kitchener Rangers    | OMJHL        | 68  | 38  | 77  | 115 | 88  | 10 | 5  | 7  | 12 | 7  |
| 1979–1980    | New York Rangers     | NHL          | 31  | 4   | 7   | 11  | 2   | —  | —  | —  | —  | —  |
|              | New Haven Nighthawks | AHL          | 31  | 9   | 7   | 16  | 9   | —  | —  | —  | —  | —  |
| 1980–1981    | New York Rangers     | NHL          | 32  | 4   | 1   | 5   | 32  | 3  | 1  | 0  | 1  | 0  |
|              | New Haven Nighthawks | AHL          | 45  | 10  | 16  | 26  | 18  | 1  | 0  | 0  | 0  | 0  |
| 1981–1982    | Hartford Whalers     | NHL          | 77  | 29  | 40  | 69  | 39  | —  | —  | —  | —  | —  |
| 1982–1983    | Hartford Whalers     | NHL          | 77  | 22  | 19  | 41  | 14  | —  | —  | —  | —  | —  |
| 1983–1984    | Hartford Whalers     | NHL          | 67  | 6   | 13  | 19  | 20  | —  | —  | —  | —  | —  |
| 1984–1985    | New Jersey Devils    | NHL          | 57  | 22  | 16  | 38  | 4   | —  | —  | —  | —  | —  |
| 1985–1986    | New Jersey Devils    | NHL          | 73  | 21  | 22  | 43  | 20  | —  | —  | —  | —  | —  |
| 1986–1987    | New Jersey Devils    | NHL          | 78  | 27  | 26  | 53  | 14  | —  | —  | —  | —  | —  |
| 1987–1988    | New Jersey Devils    | NHL          | 59  | 16  | 14  | 30  | 22  | 9  | 0  | 3  | 3  | 2  |
| 1988–1989    | Philadelphia Flyers  | NHL          | 52  | 6   | 6   | 12  | 8   | 4  | 0  | 0  | 0  | 0  |
| 1989–1990    | Philadelphia Flyers  | NHL          | 28  | 3   | 4   | 7   | 0   | —  | —  | —  | —  | —  |
| NHL totalt   | NHL totalt           | NHL totalt   | 631 | 160 | 168 | 328 | 175 | 16 | 1  | 3  | 4  | 2  |
| AHL totalt   | AHL totalt           | AHL totalt   | 76  | 19  | 23  | 42  | 27  | 1  | 0  | 0  | 0  | 0  |
| OMJHL totalt | OMJHL totalt         | OMJHL totalt | 201 | 118 | 157 | 275 | 298 | 22 | 10 | 16 | 26 | 33 |